# Stephen O. Rice
Stephen „Steve“ Oswald Rice (* 29. November 1907 in Shedd, Oregon; † 18. November 1986 in La Jolla, Kalifornien) war ein US-amerikanischer Informatiker und Elektroingenieur und ein Pionier in der theoretischen Nachrichtentechnik.
Rice studierte Elektrotechnik an der Oregon State University (später gefolgt von Studien am Caltech und der Columbia University). Ab 1930 arbeitete er über 40 Jahre lang bei den Bell Laboratories. 1968 wurde er dort Leiter der Abteilung Communication Analysis Research. 1972 ging er in den Ruhestand und forschte danach an der University of California, San Diego in der Fakultät für Elektrotechnik und Informatik.
1957/58 war er Gastprofessor an der Harvard University. Er leistete insbesondere Beiträge zur Theorie des Rauschens, zur Frequenzmodulation, nichtlinearen Systemen und Kommunikationstheorie, elektromagnetischer Theorie (u. a. Streuung von rauen Oberflächen, Theorie von Wellenleitern) und den zugrundeliegenden mathematischen Aspekten (spezielle Funktionen, stochastische Prozesse u. a.).
1983 erhielt er die IEEE Alexander Graham Bell Medal, 1965 den Mervin J. Kelly Award der IEEE. Er war Mitglied der National Academy of Engineering (1977) und Fellow des IEEE. 1961 wurde er Ehrendoktor der Oregon State University.
Der Stephen O. Rice Prize für herausragende Veröffentlichungen der IEEE Communications Society ist ihm zu Ehren benannt.

## Schriften
- Mathematical analysis of random noise, Bell System Technical Journal, Band 23, 1944, S. 282–332, Band 24, 1945, S. 46–156